# Титаренко, Фёдор Иванович
Федор Иванович Титаренко (22 февраля 1928, ныне Станично-Луганский район Луганской области — ?) — украинский советский деятель, генеральный директор производственного объединения «Донбассантрацит». Депутат Верховного Совета УССР 11-го созыва.

## Биография
Родился в крестьянской семье. Окончил восемь классов сельской школы.
С 1944 года — измеритель, помощник главного маркшейдера шахты имени Ленина треста «Лутугиноуголь», районный инженер производственного управления комбината «Ворошиловградуголь» Ворошиловградской области.
В 1949 году без отрыва от производства закончил Ворошиловградский горный техникум.
В 1954 году без отрыва от производства окончил Высшие инженерные курсы при Днепропетровском горном институте имени Артема.
Член КПСС с 1955 года.
В 1954—1970 годах — помощник главного инженера шахтоуправления, начальник шахтоуправления № 160, начальник шахтоуправления «Знамя коммунизма», начальник шахты № 17-17 бис, главный инженер треста «Краснолучуголь».
В 1970—1974 годах — заместитель начальника комбината «Донбассантрацит».
В 1974—1980 годах — 1-й секретарь Краснолучского городского комитета КПУ Ворошиловградской области.
В 1980—1990 годах — генеральный директор производственного объединения «Донбассантрацит» Ворошиловградской области.
Потом — на пенсии.

## Награды
- два ордена Трудового Красного Знамени (1971, 1976)
- орден «Знак Почета» (1966)
- прочие ордена
- медали